# Акжар (Темирский район)
Акжар (каз. Ақжар) — упразднённое село в Темирском районе Актюбинской области Казахстана. Входило в состав Кенестуского сельского округа. Код КАТО — 155641200. Исключено из учётных данных в 2013 году.

## Население
В 1999 году население села составляло 49 человек (23 мужчины и 26 женщин). По данным переписи 2009 года в селе проживало 18 человек (8 мужчин и 10 женщин).